# Johan Adam Krygell
Johan Adam Krygell (18. september 1835 i Næstved – 27. juli 1915 i København) var en dansk organist og komponist. Hans far var regimentsmusiker ved lansenerregimentet i Næstved og der fødtes Johan Adam. Som ung blev Krygell uddannet som maler, men samtidig virkede han som balmusiker. På grund af sygdom måtte han opgive malerhåndværket og helligede sig derefter helt musikken. 
Han tog undervisning i orgelspil, formodentlig først i Næstved og dernæst hos Gottfred Matthison-Hansen, og blev i 1863 ansat som organist ved kostskolen i Herlufsholm. Mens han var ansat der, fik han, takket være en orlov, i 1867-68 videregående undervisning af bl.a. Niels W. Gade og J.P.E. Hartmann på det nyåbnede Kjøbenhavns Musikkonservatoriums første elevhold. I 1874 modtog han Det Anckerske Legat og drog på en studierejse i Tyskland, Schweiz og Italien. På rejsen mødte han Franz Liszt i Rom og fik i Leipzig første del af sin c#mol-messe opført af Thomanerkoret. Fra 1880 til sin død var han derefter organist ved Sankt Matthæus Kirke i København. Han var anerkendt i sin samtid både som komponist og organist, og mange af hans orkesterværker blev opført, især af Tivolis Symfoniorkester, og han opførte selv sine orgelværker ved mange koncerter både i København og rundt om i landet. Ud over sine nedskrevne kompositioner fremførte han med stor succes vidtspundne improvisationer, som det dengang var på mode. Han fremstod i sin tid som personifikationen af den romantiske orgelkunstner, men siden er han mere eller mindre gået i glemmebogen. 
Han blev udnævnt til titulær professor i 1893 og fik fra 1889 en årlig understøttelse fra regeringen (”kom på finansloven”). Ved hans begravelse spillede Tivolis symfoniorkester en sats fra hans 1. symfoni.
Han er begravet på Vestre Kirkegård.

## Musikken
Værkernes mængde er ganske imponerende. Listen omfatter naturligt nok en del værker for orgel (bl.a. 24 fugaer i hver sin toneart og en samling af mere end 52 præludier), men også 25 strygekvartetter og en del sange foruden en række orkesterværker, heriblandt 4 symfonier, 10 ouverturer og seks orkestersuiter, samt en opera, Kong Saul.
Nedenstående liste er ikke komplet:
- op. 1 Kantate (afsløring af mindesmærke – mandskor og orgel)
- op. 2 Bryllupsvals (orkester)
- op. 3 Det evige (sopran og orgel)
- op. 4 Forfærdes ej du lille Hob (soli, kor og orgel)
- op. 6 Romance for violin og klaver
- op. 7 Småstemninger (klaver)
- op. 8 Præludium og fuga (orgel)
- op. 9 Skabningens halleluja (soli, kor og orkester)
- op. 10 Strygekvartet
- op. 11 Suite (klaver)
- op. 12 Fantasi (orgel)
- op. 13 Begravelseskantate (mandskor)
- op. 14 Til en nordisk tragedie (orkester)
- op. 15 Serenade i F-dur (orkester med harpe og klaver)
- op. 16 Kantate: Troes-psalmen (soli, kor, orgel og orkester)
- op. 17 Åndelige sange
- op. 18 Åndelige sange
- op. 19 Appasionata (orgel)
- op. 20 Jægerliv (orkestersuite)
- op. 21 Sonate for violin og klaver
- op. 22 Festmarch (orgel)
- op. 23 Capriccio for violin op klaver
- op. 24 Strygekvartet
- op. 25 Koncert i a-mol (klaver og violin)
- op. 26 Thema con variazione (klaver og klarinet)
- op. 28 Andante i D-dur (orgel)
- op. 29 Symfonisk suite i Ab-dur (orkester)
- op. 30 Serenade i A-dur (strygeorkester)
- op. 31 Legende (violin og klaver)
- op. 32 Fra riddertiden (orkester)
- op. 33 Et nordisk heltedrapa (orkester)
- op. 34 Strygekvartet
- op. 35 Erotique (orkester)
- op. 36 Symphonietta (orkester)
- op. 37 Koncert i c-mol (klaver og violin)
- op. 38 Menuetto scherzando og Tarantella (klaver og klarinet)
- op. 39 Efterklange af Romeo og Julie (orkester)
- op. 40 Strygekvartet
- op. 42 Paradisets fugle (sopran og orgel)
- op. 43 Højtidsmarch (orgel)
- op. 44 Aftenstemning (horn og strygeorkester)
- op. 45 Orgelstykke (Vor Gud han er så fast en borg)
- op. 46 Messe i c#-mol (soli, kor, orgel og orkester)
- op. 47 Symfoni nr. 1 (Gustav II Adolf)
- op. 48 Sange (dyb stemme og klaver)
- op. 49 Strygekvartet
- op. 51 Præ- og postludier (orgel)
- op. 52 Fuga i C-dur (orgel)
- op. 53 Nannas vals (orkester)
- op. 54 Sange for mandskor
- op. 55 Jubel-ouverture (orkester)
- op. 56 Symfoni nr. 2 i c-mol
- op. 57 Sonate appasionata (orgel)
- op. 58 Rejsebilleder (klaver)
- op. 59 Sørgemarch (orgel)
- op. 60 Minder fra syden (orkester)
- op. 61 Nordisk helteliv (orkester)
- op. 62 Largo i Eb-dur (orkester)
- op. 64 Moll og Dur (24 fugaer for orgel – 1893)
- op. 65 Toccata et Fuga (orgel)
- op. 67 Kong Saul (opera)
- op. 68 Requiem (soli, kor, orgel og orkester)
- op. 69 Fantasie et Fuga (orgel)
- op. 70 Kirkeårets største festedage – postludier (orgel)
- op. 71 Koncert i e-mol (klaver og violin)
- op. 72 Orgelstykke (G.A.D.E.)
- op. 73 Smerte, længsel, håb og marcia triumphale (orgel)
- op. 74 Danmark (orkester)
- op. 75 Davids salme nr. 148 (sopran, kor, fløjte, harpe of orgel)
- op. 76 Koncert i a-mol (klaver og violin)
- op. 77 Suite for violin og klaver
- op. 78 Ouverture comique (orkester)
- op. 79 Sørgemarch (orgel)
- op. 80 Åndelige sange
- op. 83 Koncert i d-mol (klaver og violin)
- op. 84 Symfoni nr. 3 (Tycho Brahe)
- op. 85 Trio (violin, viola og cello)
- op. 86 Danmarks kamp for modersmålet (orkester)
- op. 87 Kærlighedens veje (orgel)
- op. 88 Strygekvartet
- op. 89 Døgnet (orgel)
- op. 91 Mindeblad – andante mesto (orgel)
- op. 92 Kantate: Slaget ved Fredericia (mandskor)
- op. 93 Nocturne (klaver og violin)
- op. 94 Bryllupsmarch (orgel)
- op. 95 Davids salme nr. 23 (baryton og klaver)
- op. 96 Sange for damekor
- op. 97 Davids salme nr. 6 (baryton og orgel)
- op. 98 Åndelige sange
- op. 99 Kirken (sonate for orgel)
- op. 100 Souvenir de Tycho Brahe (orgel)
- op. 101 Ved Øresund under de grønne bøge (orkester)
- op. 102 Notturno (horn og klaver/orgel)
- op. 103 Pater noster
- op. 104 Koncertstykke (orgel)
- op. 106 Sange
- op. 107 Gloria (8-stemmigt kor)
- op. 108 Kirkearie (sopran og orgel)
- op. 109 Ved Tycho Brahes Sarkofag (orgel)
- op. 110 Festpræludium (orgel)
- op. 111 Eine Pilgerfarth + Coral-Figuration (orgel)
- op. 112 Koncert (orgel)
- op. 113 Strygekvartet
- op. 114 Strygekvartet
- op. 115 Strygekvartet
- op. 116 Strygekvartet
- op. 117 Strygekvartet
- op. 118 Strygekvartet
- op. 119 Kirkeåret – præludier til alle årets søn- og helligdage (orgel)
- op. 120 Variationer over ”Den signede dag” (orgel)

samt yderligere 14 strygekvartetter